# Наварро, Химо
Хоакин «Ксимо» Наварро Хименес (исп. Joaquín «Ximo» Navarro Jiménez; 23 января 1990, Гуадаортуна, Андалусия, Испания) — испанский футболист, защитник клуба «Депортиво Ла-Корунья».

## Карьера
Хоакин родился в Гуадаортуна, провинции Гранада в Андалусии. Воспитанник клубной системы «Мальорки», с 2009 года выступал за «Мальорка B» в Сегунде Б на протяжении двух сезонов, пока в сезоне 2010/11 клуб не вылетел из Сегунды Б. Всего за клуб провёл 58 матчей и забил 1 гол.
Лето 2011 года отправлен в аренду в клуб Сенгунды «Рекреативо». Дебютировал за клуб в матче с «Депортиво Ла-Корунья» 27 августа 2011 года, «Рекреативо» уступил с счётом 0:1. Всего провёл за клуб 12 матчей.
В январе 2012 года был отправлен до конца сезона в другой клуб Сенгунды «Кордова». Дебютировал за клуб в матче против «Эльче» выйдя на замену на 80 минуте. В клубе выступал до конца сезона и провёл 17 матчей.
В начале сезона 2012/13 возвращается в клуб с Балеарских островов и уже 18 августа 2012 года дебютирует в Ла Лиге в победном матче против «Эспаньола», закончившегося со счётом 2:1. В октябре 2012 года к молодому защитнику проявляет интерес «Барселона». Всего в сезоне 2012/13 провёл 16 матчей и не смог помочь клубу избежать вылета в Сенгунду. В следующем сезоне являлся основным защитником и сумел помочь клубу избежать вылета в более низкий дивизион. Всего в составе «Мальорки» провёл 54 матча.
Перед сезоном 2014/15 подписывает трёхлетний контракт с клубом «Альмерия». Дебютировал за клуб в матче против «Хетафе» 29 августа 2014 года. В первом сезоне провёл за клуб 28 матчей.